# Список астрономических каталогов

Ниже приводится список астрономических каталогов, составленных после 1770 года, ссылки на которые можно встретить при описании астрономических объектов на научных и научно-популярных ресурсах. В силу того, что астрономические каталоги периодически пересматриваются и уточняются (в том числе пересчитываются координаты объектов для новых эпох), приведённые здесь даты отражают лишь ключевые изменения в каталогах.

## 0—9
| Префикс | Тип объектов                       | Объём   | Название | Авторы | Даты     | Примечания |
| ------- | ---------------------------------- | ------- | --- | --- | -------- | --- |
| 0ES     | Источники рентгеновского излучения | 819     | Исследование Einstein Observatory (HEAO-2), версия 0 (Einstein Slew Survey) | Мартин Элвис, Дэвид Пламмер, Джонатан Шахтер, Дж. Фаббиано | Май 1992 | Каталог из 819 источников рентгеновского излучения, обнаруженных в ходе обзора неба Einstein Observatory (HEAO-2); 313 из них, ранее не были известны как источники рентгеновского излучения. |
| 1A      | Источники рентгеновского излучения | н/д     | Перечень источников рентгеновского излучения №1, сделанных при помощи спутника Ariel V                                                                                            | н/д | н/д      | Первая версия каталога источников рентгеновского излучения, сделанного при помощи инструмента небесного обзора (Sky Survey Instrument, SSI), установленном на спутнике Ariel V |
| 2A      | Источники рентгеновского излучения | 105     | Каталог Ariel V (SSI) источников рентгеновского излучения высоких галактических широт (\|b\|>10°).                                                                                | Б. А. Кук, М. Дж. Рикеттс, Т. Маккакаро, Дж. П. Пай, М. Элвис, М. Г. Уотсон, Р. Э. Гриффитс, К. А. Паундс, И. Макхарди, Д. Маккагни, Ф. Д. Сьюард, К. Г. Пейдж, М. Дж. Л. Тернер | 1978     | Вторая версия каталога источников рентгеновского излучения, сделанного при помощи инструмента небесного обзора (Sky Survey Instrument, SSI), установленном на спутнике Ariel V |
| 3A      | Источники рентгеновского излучения | 109+142 | Каталог Ariel V (3A) источников рентгеновского излучения. Часть I. Источников низких галактических широт (\|b\|<10°) Часть II. Источников высоких галактических широт (\|b\|>10°) | Уорвик Р. С., Маршалл Н., Фрейзер Г. У., Уотсон М. Г., Лоуренс А., Пейдж К. Г., Паундс К. А., Рикеттс М. Дж., Симс М. Р., Смит А.                                                | 1981     | В каталоге представлены 109 источников рентгеновского излучения на низких галактических широтах (\|b\|<10°) (ч.I), и 142 источника рентгеновского излучения на высоких галактических широтах (\|b\|>10°) (ч.II), наблюдаемых прибором Leicester Sky Survey Instrument, установленном на спутнике Ariel V. Каталог основан на наблюдениях, продолжавшихся в течение 5 лет, и содержит подробную информацию о положении (в некоторых случаях с улучшенным блоком ошибок), потоке 2-10 кэВ, переменности рентгеновских лучей и, где возможно, предполагаемую оптическую идентификацию каждого источника. О девяти источниках ранее не сообщалось. Описаны калибровка потока и покрытие неба в рамках исследования, а также проведено сравнение с каталогом 4U. Затем кратко обсуждаются распределение, связь log N-log S, рентгеновская переменность и оптическая идентификация источников |

## A
| Префикс | Тип объектов | Объём   | Название                                                                                  | Авторы        | Даты | Примечания |
| ------- | ------------ | ------- | ----------------------------------------------------------------------------------------- | ------------- | ---- | ---------- |
| Av      | Звёзды       | 250+101 | Фотографическая фотометрия звёзд в области AR1950 17h03m - 17h41m Decl1950:-28.8° - 33.4° | Анна Анталова | 1970 |            |

## B
| Префикс | Тип объектов      | Объём | Название | Авторы                 | Даты             | Примечания                       |
| ------- | ----------------- | ----- | --- | ---------------------- | ---------------- | -------------------------------- |
| B       | Тёмные туманности | 349   | Каталог Барнарда. «О тёмных пятнах неба, с каталогом в 182 таких объектов». «Каталог Барнарда 349 тёмных объектов на небе: VII/220A» | Эдвард Эмерсон Барнард | 1919 г., 1927 г. |                                  |
| BDN     | Тёмные туманности | 81    | Каталог Бернеса. «Каталог ярких туманностей в непрозрачных пылевых облаках»                                                          | Бернес К.              | 1977 г.          | BDN сокр. от Bernes Dark Nebulae |

## C
| Префикс | Тип объектов                    | Объём     | Название                                                                            | Авторы              | Даты            | Примечания                                 |
| ------- | ------------------------------- | --------- | ----------------------------------------------------------------------------------- | ------------------- | --------------- | ------------------------------------------ |
| C       |                                 | 109       | Каталог Колдуэлла Caldwell Catalogue                                                | Патрик Колдуэлл-Мур | Декабрь 1995    | Составлен как дополнение к каталогу Мессье |
| CN      | Туманности и звёздные скопления | 1000 2500 | Каталог туманностей и звёздных скоплений Catalogue of Nebulae and Clusters of Stars | Уильям Гершель      | 1786 г. 1802 г. | Расширен до GC                             |

## G
| Префикс | Тип объектов | Объём | Название                                                                            | Авторы       | Даты    | Примечания                     |
| ------- | ------------ | ----- | ----------------------------------------------------------------------------------- | ------------ | ------- | ------------------------------ |
| GC      |              | 5079  | Общий каталог туманностей и скоплений The General Catalogue of Nebulae and Clusters | Джон Гершель | 1864 г. | Расширение CN, расширен до NGC |

## I
| Префикс | Тип объектов | Объём          | Название                       | Авторы      | Даты              | Примечания                                          |
| ------- | ------------ | -------------- | ------------------------------ | ----------- | ----------------- | --------------------------------------------------- |
| IC      |              | 1520 5386 5546 | Индекс-каталог Index Catalogue | Джон Дрейер | 1895 г. 1908 г. — | Дополнение к NGC напр.: IC 1805 (Туманность Сердце) |

## L
| Префикс | Тип объектов      | Объём | Название                         | Авторы               | Даты    | Примечания                        |
| ------- | ----------------- | ----- | -------------------------------- | -------------------- | ------- | --------------------------------- |
| LDN     | Тёмные туманности | 1806  | Каталог тёмных туманностей Линдс | Тёрнер Беверли Линдс | 1962 г. | LDN сокр. от Lynds' Dark Nebulae. |

## M
| Префикс            | Тип объектов | Объём      | Название                                                      | Авторы       | Даты              | Примечания                        |
| ------------------ | ------------ | ---------- | ------------------------------------------------------------- | ------------ | ----------------- | --------------------------------- |
| M, Мессье, Messier |              | 45 103 110 | Каталог Мессье Catalogue des Nébuleuses et des amas d'Étoiles | Шарль Мессье | 1774 г. 1784 г. — | напр.: М 31 (Галактика Андромеды) |

## N
| Префикс   | Тип объектов | Объём     | Название                                                                   | Авторы      | Даты      | Примечания                                                           |
| --------- | ------------ | --------- | -------------------------------------------------------------------------- | ----------- | --------- | -------------------------------------------------------------------- |
| NGC, RNGC |              | 7840 8412 | Новый общий каталог New General Catalogue of Nebulae and Clusters of Stars | Джон Дрейер | 1888 г. — | расширение GC, дополнен IC напр.: NGC 6543 (Туманность Кошачий Глаз) |

## S
| Префикс | Тип объектов                       | Объём | Название | Авторы                      | Даты          | Примечания |
| ------- | ---------------------------------- | ----- | --- | --------------------------- | ------------- | --- |
| SDN     | Тёмные туманности                  | 95    | Каталог Сандквиста. «Тёмные пылевые облака в южном полушарии»                                                                                        | Сандквист Оге               | 1977 г.       | SDN сокр. от Sandqvist Dark Nebulae. |
| SLDN    | Тёмные туманности                  | 42    | Каталог Сандквиста и Линдрооса. «Межзвёздный формальдегид в тёмных пылевых облаках южного полушария»                                                 | Сандквист Оге, Линдроос Кай | 1976 г.       | SLDN сокр. от Sandqvist Lindroos Dark Nebulae. |
| SRGE    | Источники рентгеновского излучения | 13    | Первые события приливного разрушения, обнаруженные Спектр-РГ/eROSITA: рентгеновские/оптические свойства и функция рентгеновской светимости при z<0.6 | Коллектив 25 человек        | 29.09.2021 г. | SRGE сокр. от Spektr-RG RG eROSITA. Первый каталог событий приливного разрушения звёзд вблизи сверхмассивных чёрных дыр в ядрах далёких галактик. |